# Communauté d’agglomération du Grand Auch
Die Communauté d’agglomération du Grand Auch war ein französischer Gemeindeverband mit der Rechtsform einer Communauté d’agglomération im Département Gers in der Region Okzitanien. Sie wurde am 14. Dezember 2001 als Communauté de communes du Grand Auch gegründet. Den Status einer Communauté d’agglomération hatte der Verband seit 2011.
Am 1. Januar 2017 wurde der Gemeindeverband mit der Communauté de communes Cœur de Gascogne zur neuen Communauté d’agglomération Grand Auch Cœur de Gascogne.

## Mitglieder
1. Auch
2. Augnax
3. Auterive
4. Castelnau-Barbarens
5. Castin
6. Crastes
7. Duran
8. Lahitte
9. Leboulin
10. Montaut-les-Créneaux
11. Montégut
12. Nougaroulet
13. Pavie
14. Pessan
15. Preignan